# 咸菜 (潮汕)

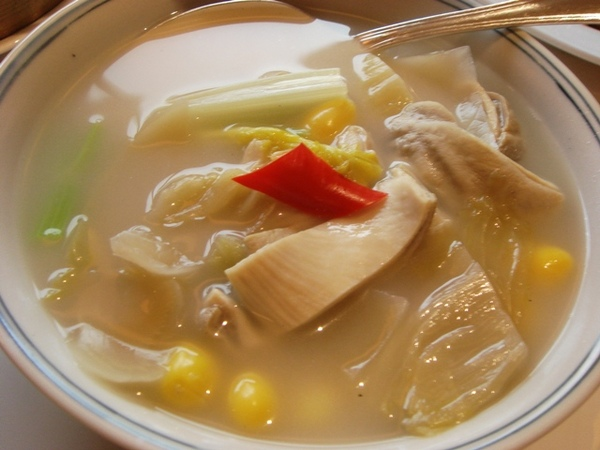
咸菜煲猪肚

咸菜在广东潮汕地区是特指一种以大菜（芥菜）作为原料的腌制蔬菜。而加了米汤发酵后带有酸味的咸菜则被称为酸咸菜。
咸菜的口感咸脆可口、引人食欲，是潮汕人心目中最具代表性的杂咸，与菜脯、鱼露一起被誉为潮汕三宝。

## 历史记载
清·嘉庆的《澄海县志》有载：
“芥菜，也名大菜，本县秋收后田野种植甚多，收获后用盐渍味道甚美。”

## 制作方法
咸菜的具体腌制过程是，把芥菜洗干净，放太阳下曝晒一天。曝干的芥菜按10比1的比例加盐，放入坛子，适当加点水，芥菜上面压上石头，使其充分浸泡在盐水汤中。然后把缸口密封，再整缸放在太阳下晒，10天后即可食用。
酸咸菜的腌制过程，与咸菜的不同之处，除用盐量少之外，还有酸咸菜腌制前，大芥菜是不用先晒太阳的，其次腌制酸咸菜是连芥菜叶，不用把叶去掉。酸咸菜腌制后不能放久，一般只能放4~5天，但如果酸咸菜浸在盐水汤中，则可存放约半个月，酸咸菜存放久了，就会发出臭酶味。
也有说法，“咸菜”密封腌制两三天后，加入适量的凉了的米汤，再密封，15天后就变成“酸咸菜”。

## 食用方法
可直接食用，配饭配粥。也可作为煲汤、炒菜、炒饭等的配料。